# Grace (album)
Pour les articles homonymes, voir Grace.
Albums de Jeff Buckley
Live at Sin-é
(1993) Live from the Bataclan
(1995)
Grace est l'unique album studio du chanteur et guitariste américain Jeff Buckley, sorti en août 1994 d'abord en Europe puis aux États-Unis sous le label Columbia. 

## Historique
Il fut enregistré dans les studios de Bearsville, près de Woodstock, dans l'État du New York, coproduit par Jeff Buckley et Andy Wallace.
L'accueil de cet album fut assez chaleureux, plus en Europe qu'aux États-Unis, et rencontra en outre un sérieux succès d'estime, acclamé par la critique et considéré comme l'un des piliers du mouvement de rock mélancolique et néo-romantique des années 1990, illustré plus tard par des groupes tels que Radiohead, Muse et Coldplay. Depuis, la renommée de l'album ne fit que croître : Jimmy Page le considère même comme l'un des meilleurs albums de la décennie. 
Grace reçut un Grand Prix de l'Académie Charles-Cros en 1995. 
Une version étendue et remasterisée de l'album fut lancée en 2004 : Grace (Legacy edition).

## Liste des chansons
1. Mojo Pin (Jeff Buckley, Gary Lucas) – 5:42
2. Grace (en) (Jeff Buckley, Gary Lucas) – 5:22
3. Last Goodbye (Jeff Buckley) – 4:35
4. Lilac Wine (James Shelton) – 4:32
5. So Real (Jeff Buckley, Michael Tighe) – 4:43
6. Hallelujah (Leonard Cohen) – 6:53
7. Lover, You Should've Come Over (Jeff Buckley) – 6:43
8. Corpus Christi Carol (Benjamin Britten) – 2:56
9. Eternal Life (Jeff Buckley) – 4:52
10. Dream Brother (Jeff Buckley, Mick Grondahl, Matt Johnson) – 5:26
11. Forget Her (présente sur certaines éditions en 11e plage)

## Utilisations
La chanson Last Goodbye apparait dans la bande originale du film Vanilla Sky avec Tom Cruise, Ceux qui m'aiment prendront le train de Patrice Chéreau ainsi que dans l'épisode 7 de la saison 4 de la série Netflix Sex Education, quant à la chanson Lilac Wine, elle est présente dans l'épisode 14 de la mini-série Un Jour .